# Кийслова
Ки́йслова (эст. Kiislova) — деревня в волости Сетомаа уезда Вырумаа, Эстония. Исторически относится к нулку Вааксаары.
До административной реформы местных самоуправлений Эстонии 2017 года входила в состав волости Меремяэ (упразднена).

## География и описание
Расположена у российско-эстонской границы, в 26 километрах юго-востоку от уездного центра — города Выру. Расстояние до волостного центра — посёлка Вярска — 30 километров. Высота над уровнем моря — 182 метра.
Климат переходный от морского к континентальному. Официальный язык — эстонский. Почтовый индекс — 65311.

## Население
По данным переписи населения 2021 года, в Кийслованасчитывалось 3 жителя, все — эстонцы.
По данным переписи населения 2011 года, в деревне проживали 6 человек, все — эстонцы (сету в перечне национальностей выделены не были).
Численность населения деревни Кийслова по данным переписей населения:
| Год  | 1959 | 1970 | 1979 | 1989 | 2000 | 2011 | 2021 |
| ---- | ---- | ---- | ---- | ---- | ---- | ---- | ---- |
| Чел. | 47   | ↘ 37 | ↗ 48 | ↘ 26 | ↘ 3  | ↗ 6  | ↘ 3  |

## История
В письменных источниках 1686 года деревня упоминается как Кислово, примерно 1790 года — Кислова, 1882 года — Малое Кислово, 1904 года — Väiko-Kislova, Ма́лое Кисло́во, 1922 года — Kislova, 1923 года — Väike-Kislova, 1928 года — Urpuse. 
На военно-топографических картах Российской империи (1866–1867 годы), в состав которой входила Лифляндская губерния, деревня обозначена как Кислова.
В XIX веке деревня входила в общину Воронкино (эст. Voronitsa kogukond) и относилась к Паниковскому приходу (эст. Pankjavitsa kogudus).
Ядро деревни — это Вяйко-Кийслува (эст. Väiko-Kiisluva, Ма́лое Кисло́во), которую обычно называют Кийслува (эст. Kiisluva). Появляющееся в 1920–1930-х годах название Урпузе или Урбузе (эст. Urpuse, Urbuse) обозначает обычно южную часть деревни. К юго-западу от Вяйко-Кийслува находилась деревня Сууры-Кийслува (эст. Suurõ-Kiisluva, Большо́е Кисло́во), которую в 1977 году, в период кампании по укрупнению деревень, объединили с Кийслова. В том же году с Кийслова была объединена деревня Солова (эст. Solova, рус. Соловьёво).
В 1977–1997 годах частью деревни Кийслова была деревня Сулби.

## Происхождение топонима
По мнению эстонского учёного Энна Эрнитса, название Кийслова происходит от добавочного крестьянского имени, основой которого является слово «кисель» или, скорее, отсылающее к выражению лица и характеру слово «кислый». Существовало старорусское мужское имя Кисель. Топоним Кислово довольно часто встречается в европейской части России.

## Комментарии
1. ↑  Эстонские топонимы, оканчивающиеся на -а, не склоняются и не имеют женского рода (исключение — Нарва)[8].